# Sycamore (Geórgia)
Sycamore é uma cidade localizada no estado americano de Geórgia, no Condado de Turner.

## Demografia
Segundo o censo americano de 2000, a sua população era de 496 habitantes.
Em 2006, foi estimada uma população de 526, um aumento de 30 (6.0%).

## Geografia
De acordo com o United States Census Bureau tem uma área de 2,6 km², dos quais 2,6 km² cobertos por terra e 0,0 km² cobertos por água.

## Localidades na vizinhança
O diagrama seguinte representa as localidades num raio de 24 km ao redor de Sycamore.